# Lanckorona (gemeente)
De gemeente Lanckorona is een landgemeente in het Poolse woiwodschap Klein-Polen, in powiat Wadowicki.
De zetel van de gemeente is in Lanckorona.
Op 30 juni 2004 telde de gemeente 5787 inwoners.

## Oppervlakte gegevens
In 2002 bedroeg de totale oppervlakte van gemeente Lanckorona 40,61 km², waarvan:
- agrarisch gebied: 69%
- bossen: 25%

De gemeente beslaat 6,29% van de totale oppervlakte van de powiat.

## Demografie
Stand op 30 juni 2004:
| Omschrijving                   | Totaal | Totaal | Vrouwen | Vrouwen | Mannen | Mannen |
| ------------------------------ | ------ | ------ | ------- | ------- | ------ | ------ |
| eenheid                        | aantal | %      | aantal  | %       | aantal | %      |
| inwoners                       | 5787   | 100    | 2961    | 51,2    | 2826   | 48,8   |
| bevolkingsdichtheid (inw./km²) | 142,5  | 142,5  | 72,9    | 72,9    | 69,6   | 69,6   |

In 2002 bedroeg het gemiddelde inkomen per inwoner 1389,49 zł.

## Plaatsen
De gemeente omvat 5 sołectwo:
Lanckorona, Izdebnik, Skawinki, Jastrzębia en Podchybie.

## Aangrenzende gemeenten
Budzów, Kalwaria Zebrzydowska, Skawina, Stryszów, Sułkowice